# Winky D
 (février 2022).
La mise en forme du texte ne suit pas les recommandations de Wikipédia : il faut le « wikifier ».
Les points d'amélioration suivants sont les cas les plus fréquents. Le détail des points à revoir est peut-être précisé sur la page de discussion.
- Les titres sont pré-formatés par le logiciel. Ils ne sont ni en capitales, ni en gras.
- Le texte ne doit pas être écrit en capitales (les noms de famille non plus), ni en gras, ni en italique, ni en « petit »…
- Le gras n'est utilisé que pour surligner le titre de l'article dans l'introduction, une seule fois.
- L'italique est rarement utilisé : mots en langue étrangère, titres d'œuvres, noms de bateaux, etc.
- Les citations ne sont pas en italique mais en corps de texte normal. Elles sont entourées par des guillemets français : « et ».
- Les listes à puces sont à éviter, des paragraphes rédigés étant largement préférés. Les tableaux sont à réserver à la présentation de données structurées (résultats, etc.).
- Les appels de note de bas de page (petits chiffres en exposant, introduits par l'outil «  Source ») sont à placer entre la fin de phrase et le point final[comme ça].
- Les liens internes (vers d'autres articles de Wikipédia) sont à choisir avec parcimonie. Créez des liens vers des articles approfondissant le sujet. Les termes génériques sans rapport avec le sujet sont à éviter, ainsi que les répétitions de liens vers un même terme.
- Les liens externes sont à placer uniquement dans une section « Liens externes », à la fin de l'article. Ces liens sont à choisir avec parcimonie suivant les règles définies. Si un lien sert de source à l'article, son insertion dans le texte est à faire par les notes de bas de page.
- La présentation des références doit suivre les conventions bibliographiques. Il est recommandé d'utiliser les modèles {{Ouvrage}}, {{Chapitre}}, {{Article}}, {{Lien web}} et/ou {{Bibliographie}}. Le mode d'édition visuel peut mettre en forme automatiquement les références.
- Insérer une infobox (cadre d'informations à droite) n'est pas obligatoire pour parachever la mise en page.

Pour une aide détaillée, merci de consulter Aide:Wikification.
Si vous pensez que ces points ont été résolus, vous pouvez retirer ce bandeau et améliorer la mise en forme d'un autre article.
 (février 2022).
Winky D (né le 1er février 1983), né Wallace Chirumiko est un artiste zimbabwean de reggae - dancehall, connu populairement sous le nom de "The Big Man" (stylisé comme "Di Bigman"), et également connu sous le nom de Dancehall Igwe, Gaffa, Proffesor, Extraterrestrial ( stylisé comme ChiExtra) etc. Il est souvent considéré comme le pionnier du Zimdancehall,. Il est né à Kambuzuma, une banlieue à forte densité de la capitale du Zimbabwe, Harare. Il a également été présentateur pour le programme Rockers Vibes qui était un programme entièrement reggae, avec Trevor Hall.
Winky D faisait partie des artistes présentés au festival Southern Africa Music Airwaves (SAMA) 2009,.
Winky D est né à Kambuzuma, Harare, Zimbabwe. Il a aimé la musique à un stade précoce et il a commencé à écouter de la musique reggae à l'âge de huit ans. Il passait du temps à chercher et à collectionner des cassettes audio et des disques afin de pouvoir écouter de la musique reggae. Winky D a un frère nommé Trevor Chirumiko, connu sous le nom de Layan. Layan est également producteur de musique, chanteur et présentateur.
Wallace Chiru Miko a frequenté l'école primaire et secondaire à Harare. Il a appris à l'école primaire de Rukudzo et plus tard au lycée de Kambuzuma.
Quan il était adolescent, Winky D a commence à se produire sur de petites receptions et concerts. Quand il avait 16 ans, il s'est produit à Getto Lane Clashes, qui étaient des batailles de DJ pour identifier les talentueux et Winky a été repéré. Après un certain temps, il a été surnommé "Wicked DeeJay", qui a été abrégé en Winky D. Il a reçu ce surnom parce que son message musical était puissant. Ses paroles étaient explicites, délirant sur la violence et les immoralités. Cependant, à partir de 2013, il a commencé à chanter du gospel et à encourager les jeunes à arrêter de se droguer.
Avec l'aide de Bartholomew Vera des studios Blacklab, Winky D entre en studio d'enregistrement. Ses premières chansons, comme "Rasta" et "Dead Inna War", couplées à ses performances scéniques ingénieuses, ont occupé les pistes de danse. Depuis, il a sorti onze albums avec de nombreux succès dans les charts qui lui ont valu des fans à travers le monde, comme en témoignent ses tournées réussies au Royaume-Uni, aux États-Unis, en Asie et en Afrique du Sud. Winky D est devenu la nouvelle icône de la musique urbaine / reggae zimbabwéenne et africaine avec des surnoms comme "King of Dancehall", "Gombwe" "Gafa (Gaffer)", Extraterrestrial "The BigMan", "Messi wereggae" et "Truthsayer", lui être attaché dans les ghettos.
Dans le but de persuader la population masculine zimbabwéenne de se faire circoncire, Population Services International et le ministère de la Santé et du Bien-être de l'enfance ont lancé un Winky D et Albert Nyoni (Vanyoni Beats) intitulé "Si vous savez que vous êtes un champion, faites-vous circoncire". . La chanson a été lance à Harare le 19 janvier 2012.
En décembre 2010, Winky D, aux côtés de Guspy Warrior et Terry Fabulous de Chimurenga drive à Zengeza, devait se produire avec Capleton le soir du Nouvel An. Cependant, après avoir échoué à trouver un terrain d'entente, la star de "Musarova bigman" s'est retirée et a annulé toutes ses performances prévues de la tournée zimbabwéenne de Capleton.
Winky D n'a pas réussi à se produire lors du gala d'investiture du président Robert Mugabe qui s'est tenu en août 2013 au stade national des sports, à la suite de déclarations contrastées sur les allées et venues du musicien pendant l'événement.
En 2011, Winky D a fait ses débuts au Monash Beer fest Carnival à Johannesburg, en Afrique du Sud, aux côtés de Black Coffee, Cabo Snoop, Dj Betto, Dj Leks, TshepNOZ et Sipho, Dj Luo et Kay Mack.

## Carrière Musicale
Avec l'aide de Bartholomew Vera des studios Blacklab, Winky D entre en studio d'enregistrement. Ses premières chansons, comme "Rasta" et "Dead Inna War", couplées à ses performances scéniques ingénieuses, ont occupé les pistes de danse. Depuis, il a sorti onze albums avec de nombreux succès dans les charts qui lui ont valu des fans à travers le monde, comme en témoignent ses tournées réussies au Royaume-Uni, aux États-Unis, en Asie et en Afrique du Sud. Winky D est devenu la nouvelle icône de la musique urbaine / reggae zimbabwéenne et africaine avec des surnoms comme "King of Dancehall", "Gombwe" "Gafa (Gaffer)", Extraterrestrial "The BigMan", "Messi wereggae" et "Truthsayer", étant attaché à lui dans les ghettos.
Dans le but de persuader la population masculine zimbabwéenne de se faire circoncire,[7] Population Services International et le ministère de la Santé et du Bien-être de l'enfance ont lancé un Winky D et Albert Nyoni (Vanyoni Beats) intitulé "Si vous savez que vous êtes un champion, faites-vous circoncire". . La chanson a été lancée à Harare le 19 janvier 2012.
En décembre 2010, Winky D, aux côtés de Guspy Warrior et Terry Fabulous de Chimurenga drive à Zengeza, devait se produire avec Capleton le soir du Nouvel An. Cependant, après avoir échoué à trouver un terrain d'entente, la star de "Musarova bigman" s'est retirée et a annulé toutes ses performances prévues de la tournée zimbabwéenne de Capleton.
Winky D n'a pas réussi à se produire lors du gala d'investiture du président Robert Mugabe qui s'est tenu en août 2013 au stade national des sports, à la suite de déclarations contrastées sur les allées et venues du musicien pendant l'événement.
En 2011, Winky D a fait ses débuts au Monash Beer fest Carnival à Johannesburg, en Afrique du Sud, aux côtés de Black Coffee, Cabo Snoop, Dj Betto, Dj Leks, TshepNOZ et Sipho, Dj Luo et Kay Mack.

## Querelles
Winky D a eu des « bœufs » avec des artistes de dancehall alors populaires tels que Madcom et Dadza D. Ils se sont battus dans les deux sens, d'où il est sorti vainqueur en route pour devenir l'acte de Zim-dancehall le plus populaire.
Winky D, aux côtés de The General et Sniper Storm, devait jouer en première partie de Mavado. Winky D a joué le premier et a fait attendre Mavado et Sniper Storm dans les coulisses. Des efforts ont été faits par les organisateurs du spectacle pour faire sortir le "Bigman" de la scène et faire place à une performance de dix minutes de Sniper Storm, mays en vain. Sniper Storm a alors pris les choses en main et a arraché le micro à Winky D. Les actions de Sniper ont provoqué une rage alors que la foule jetait des objets sur scène. Celia a également provoqué des débats houleux sur Internet et aux coins des rues du Zimbabwe, alors que divers musiciens et artistes ont regain.
Winky D a vu plus d'artistes lui lancer des coups pour gagner en popularité auprès de lui, ce qu'il a depuis ignoré. Le plus popular d'entre eux est Seh Calaz, qui a reçu une attention considérable et remarquable pour ses dissensions envers le président ninja, auxquelles il n'a pas non plus répondu mais seulement appelé à la paix entre les artistes zim-dancehall à travers ses chansons (Mafeelings, tiki taka, sungura like et PaGhetto dont il mentionne Seh Calaz) et des interviews.
Au fil des ans, il a lancé son album à travers des événements discrets. La programmation du jour comprenait Buffalo Souljah, Killer T, Jah Signal, Vabati VaJehova et d'autres. Cependant, c'est Winky D qui a pris le devant de la scène et a diffusé sa magie extraterrestre-gombwe sur les fans qui ont chanté et dansé tout au long de la matinée. Autre moment fort, le mondain et homme d'affaires Genius  a offert le premier exemplaire de l'album pour 20 000 $, mais il a été contraint de réviser le montant initial après que le flamboyant Albert Ndabambi l'ait "éclipsé", en enchérissant le CD pour 30 000 $. Ginimbi, comme on l'appelait affectueusement dans le monde des mondains, a creusé plus profondément dans ses poches en déboursant 20 000 $ supplémentaires pour en faire 40 000 $. Au total, l'équipe Winky D est repartie avec 70 000 $ pour sa copie initiale de Gombwe : Chiextra . Oskid a produit 13 des 14 titres de l'album à exception de "My Woman" (feat. Beenie Man) qui a été produit par Nicky. Le lancement est entré dans l'histoire en tant que lancement le plus suivi et l'album le plus cher du pays. L'album lui-même, la performance de la nuit et le lancement ont prouvé que Winkey D est le meilleur artiste du Zimbabwe,,.